# Fentermina
Fentermina é um derivado de anfetamina, usado principalmente como supressor de apetite. Ela é geralmente prescrita para pessoas com risco médico alto devido ao peso e não para emagrecimento cosmético. Fentermina é comercializada como fórmula de liberação imediata (Adipex), ou resina de liberação lenta (Ionamin e Duromine). A venda de fentermina ainda é disponível em muitos países, inclusive Estados Unidos. Porém, uma vez que é uma anfetamina, pode desenvolver dependência. Desta forma, é classificada com uma substância controlada em muitos países.